# Massenerhaltungssatz
Der Massenerhaltungssatz (manchmal auch Lomonossow-Lavoisier-Gesetz genannt) ist ein Erhaltungssatz in der Chemie. Er besagt, dass sich bei chemischen Reaktionen die Gesamt-Masse der beteiligten Stoffe nicht nennenswert ändert.
Aufgrund der Äquivalenz von Masse und Energie gilt dieser Satz exakt nur für abgeschlossene Systeme, also ohne Energieabgabe oder ‑aufnahme mit der Umgebung; die Abweichungen durch Energieaustausch sind bei chemischen Vorgängen aber unmessbar klein.

## Geschichte
Meist wird die erste explizite Formulierung Antoine Lavoisier zugeschrieben, der die Massenerhaltung auch in zahlreichen Experimenten mit Waagen überprüfte. Er formulierte das Prinzip explizit in seinem berühmten Traité élémentaire de chimie von 1789, verwendete es aber schon viel früher. Erhaltung der Masse war aber schon lange vor Lavoisier ein häufig angenommenes, bis auf die Antike zurückgehendes Naturprinzip, das wie selbstverständlich von Joseph Black, Henry Cavendish oder Michail Lomonossow verwendet wurde. Noch früher war es von Jean Rey 1630 formuliert worden. Partington schreibt in seiner Geschichte der Chemie, dass es bis auf die Antike zurückgeht und zitiert Formulierungen von Edme Mariotte (1678) und Jean Pierre Chardenon (1764). Johan Baptista van Helmont (1580–1644) war ebenfalls ein Anhänger der Massenerhaltung. Er hatte anhand seines „Weidenbaum-Experiments“ geschlussfolgert, dass das Wachstum des Weidenbaums allein aus Wasser stammte und deshalb Wasser das universale Element aller natürlichen Dinge sei. Herbert M. Howe hatte noch angemerkt, dass das Experiment bereits von Nikolaus von Kues in seinem Werk Idiota de staticis experimentis (1450) und vom Autor der Pseudo-Klementine Recognitiones (1504) vorgeschlagen wurde.
Auch Lomonossow war ein früher Proponent der Massenerhaltung. Sowjetische Wissenschaftler vertraten später die These, dass er das Massenerhaltungsgesetz vor Lavoisier formuliert habe (zum Beispiel in den Neuen Kommentaren der Petersburger Akademie, Erscheinungsjahr 1750), dass Lavoisier es von Lomonossow übernommen habe und dass Lomonossow es auch experimentell untermauert habe (um 1756). Alle diese Behauptungen wurden von Philip Pomper zurückgewiesen. Lomonossow kritisierte Robert Boyles Experiment der Kalzinierung von Metallen (der Ausdruck calcination bezeichnete damals einfach trockenes Erhitzen an Luft). Boyle meinte inkorrekterweise, eine Gewichtszunahme des Metalls bei Kalzination in geschlossenen Gefäßen beobachtet zu haben und führte das auf vom Metall aufgenommene Feuerteilchen zurück, was Lomonossow zurückwies. Stattdessen griff Lomonossow bei der Kalzination von Metallen in abgeschlossenen Gefäßen zu einer merkwürdigen Erklärung: er glaubte, dass gleiche Massen verschiedenes Gewicht haben könnten, wenn sich ihre Oberflächen unterschieden (mehr Angriffsfläche für das Gravitationsfluid). Bei der Verbrennung in geschlossenen Gefäßen war das nach Lomonossow der Fall, da die Verbindung der Teilchen durch die Kalzination gelockert und die Oberfläche vergrößert wäre. Das vertrat er auch in einem Brief an Leonhard Euler 1748. Die Gewichtszunahme bei normaler Kalzination in Gegenwart von Luft führte Lomonossow dagegen korrekt auf die Aufnahme von Bestandteilen der Luft zurück.
Zusammen mit dem „Gesetz der konstanten Proportionen“ (Proust, 1797) und dem „Gesetz der multiplen Proportionen“ (Dalton 1808) machte der Massenerhaltungssatz die zu jener Zeit noch junge Wissenschaft der Chemie zu einer quantitativen Wissenschaft. Eine theoretische Untermauerung fanden die drei Gesetze durch Daltons Atomhypothese.
Experimentell wurde die Massenerhaltung bei chemischen Reaktionen Anfang des 20. Jahrhunderts durch Hans Landolt und Roland von Eötvös mit jeweils hoher Messgenauigkeit bestätigt.

## Inhalt und Bedeutung
In moderner Formulierung lautet der Satz: Bei einer chemischen Reaktion im geschlossenen System ist die Summe der Massen der Edukte gleich der Summe der Massen der Produkte.
Ein Anwendungsbeispiel aus dem Alltag: Möchte man wissen, wie viel Kohlenstoffdioxid ein Pkw pro gefahrenem Kilometer ausstößt, so muss man nur die Kraftstoffart und den Kraftstoffverbrauch kennen. Ein Liter Diesel enthält etwa 700 g Kohlenstoff, der sich mit 1880 g Sauerstoff zu 2580 g Kohlenstoffdioxid verbindet. Hat das Auto einen Verbrauch von 6 Liter Diesel auf 100 km, so folgt daraus zwangsläufig, dass es 155 g CO2 pro gefahrenem km ausstößt.

## Massenänderung gemäßE0=mc2
Nach Albert Einsteins spezieller Relativitätstheorie gilt die Massenerhaltung nicht streng, weil die Ruheenergie eines Systems gemäß E0 = mc2 äquivalent zur Masse ist. In einem abgeschlossenen System bleibt die Masse zwar streng erhalten (dies ergibt sich aus der Energieerhaltung), wenn aber beispielsweise in einer exothermen Reaktion Energie nach außen abgegeben wird, verringert sich die Masse um eine Winzigkeit. Beispielsweise ist beim Verbrennen von 1000 g Kohlenstoff mit 2664 g Sauerstoff (Heizwert 32,8 MJ) die Masse des entstehenden Kohlenstoffdioxids um 0,364 μg, also um ein Zehnmilliardenstel (10−10) geringer.
Bisher ist es nicht gelungen, solche in der Chemie auftretenden Massenänderungen zu messen. Anders ist es in der Kern- und Teilchenphysik: dort sind die auftretenden Massendefekte weitaus größer und konnten bereits in den 1930er Jahren nachgewiesen werden.